# كلوديا ماغنو
كلوديا ماغنو (بالبرتغالية: Cláudia Magno‏) هي ممثلة برازيلية، ولدت في 10 فبراير 1958 في ريو دي جانيرو في البرازيل، وتوفيت في 6 يناير 1994.

## وصلات خارجية
- كلوديا ماغنو على موقع IMDb (الإنجليزية)
- كلوديا ماغنو على موقع قاعدة بيانات الفيلم (الإنجليزية)